# Різдвяний ярмарок Кайзерсберг
Різдвяний ярмарок Кайзерсберга — традиційний різдвяний ярмарок у селі Кайзерсберг, Верхній Рейн, Ельзас. Відбувається щороку в період Адвенту, з 24 листопада до Святвечора, 24 грудня. Його важлива регіональна репутація значною мірою пояснюється збереженою, чудовою та туристичною ельзаською середньовічною обстановкою цього села.

## Історія

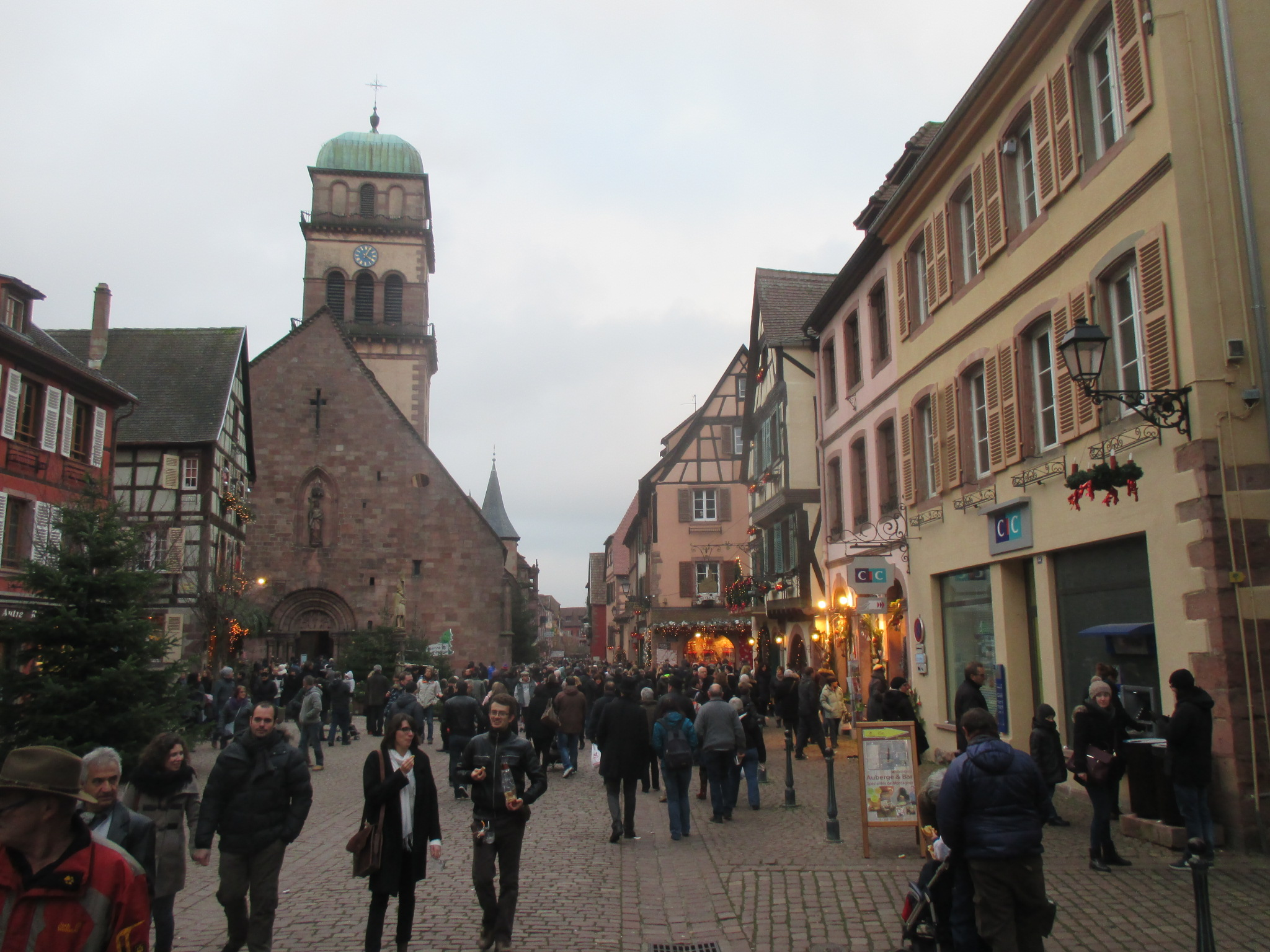
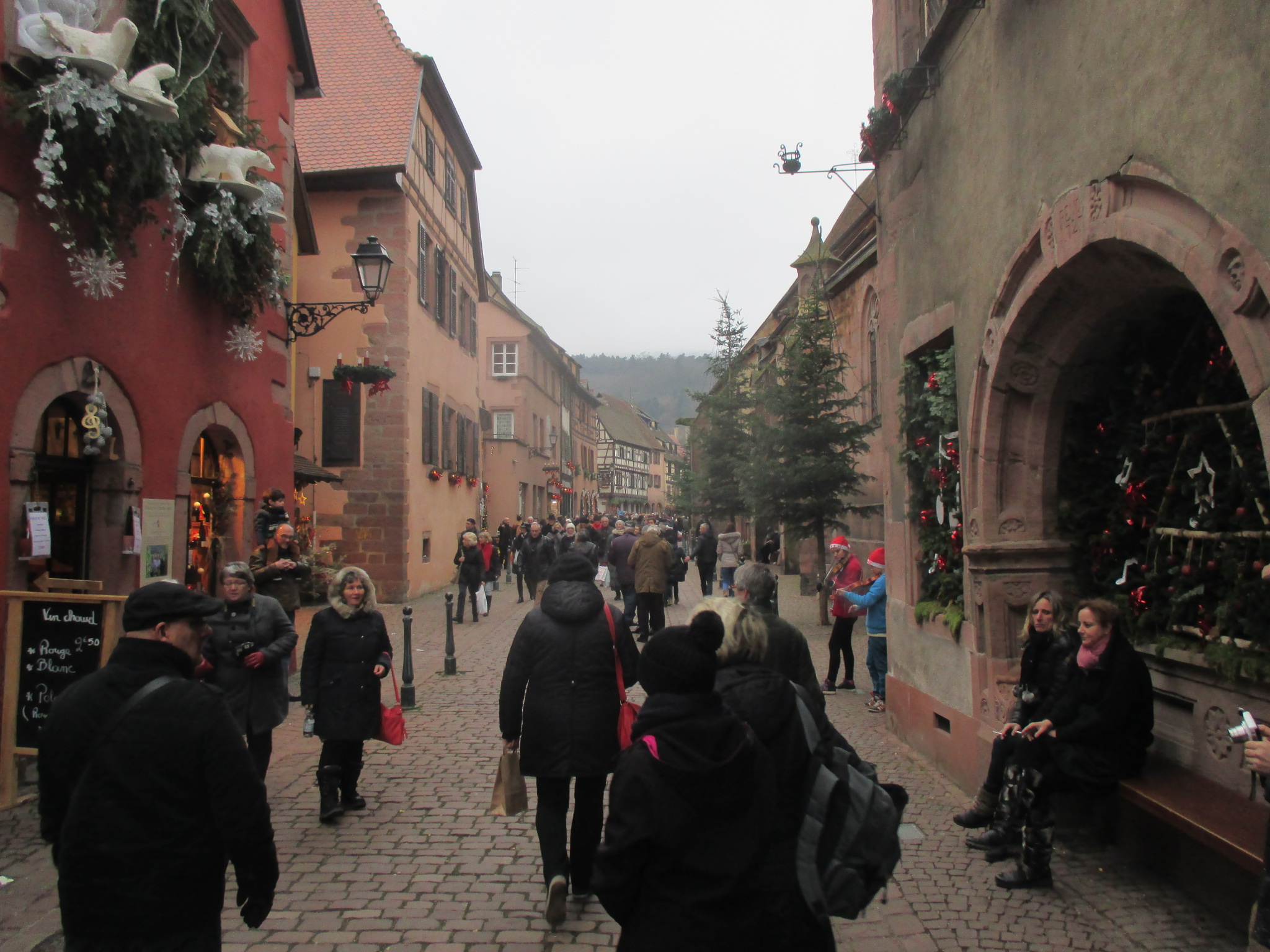
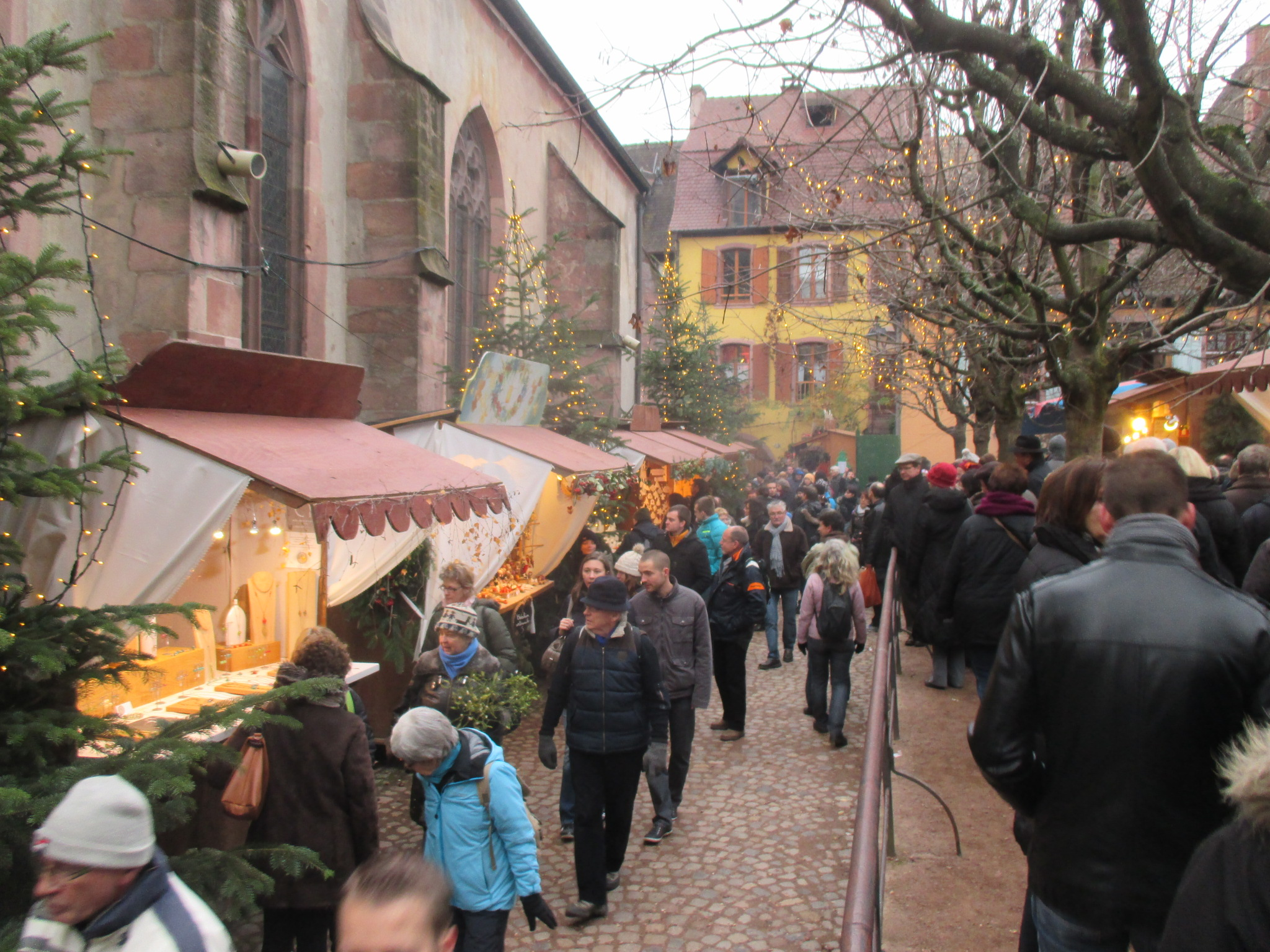

У 1987 році асоціація «Різдво в Кайзерсберзі» засновано групою жителів села для відродження традиції Кришткіндельсмерік (німецький різдвяний ярмарок Святого Миколая, традиційний для ельзаської та німецької культур, або ринок немовляти Ісуса по- ельзаськи) з цінностями, традиціями, майстерністю, справжність.

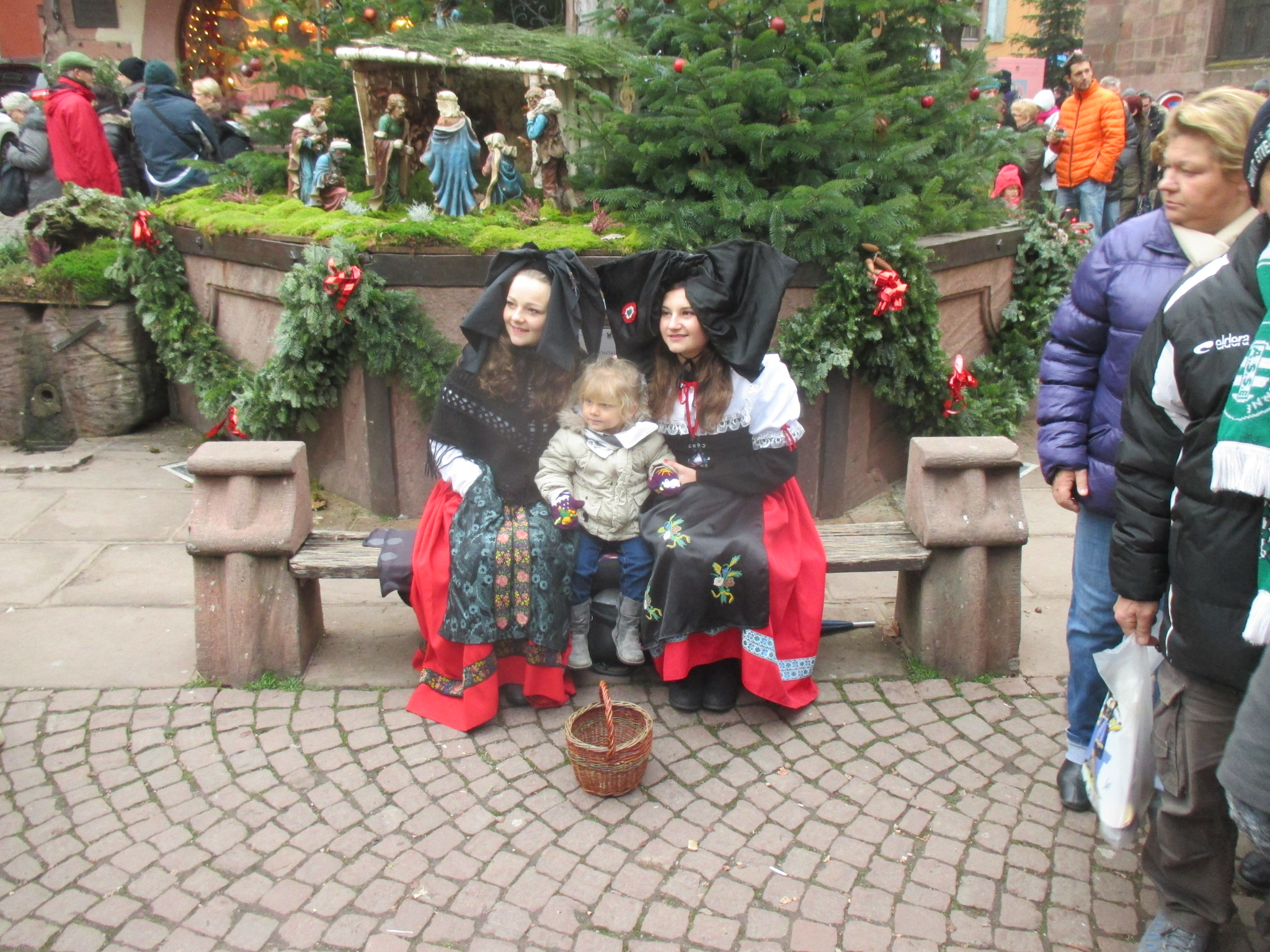
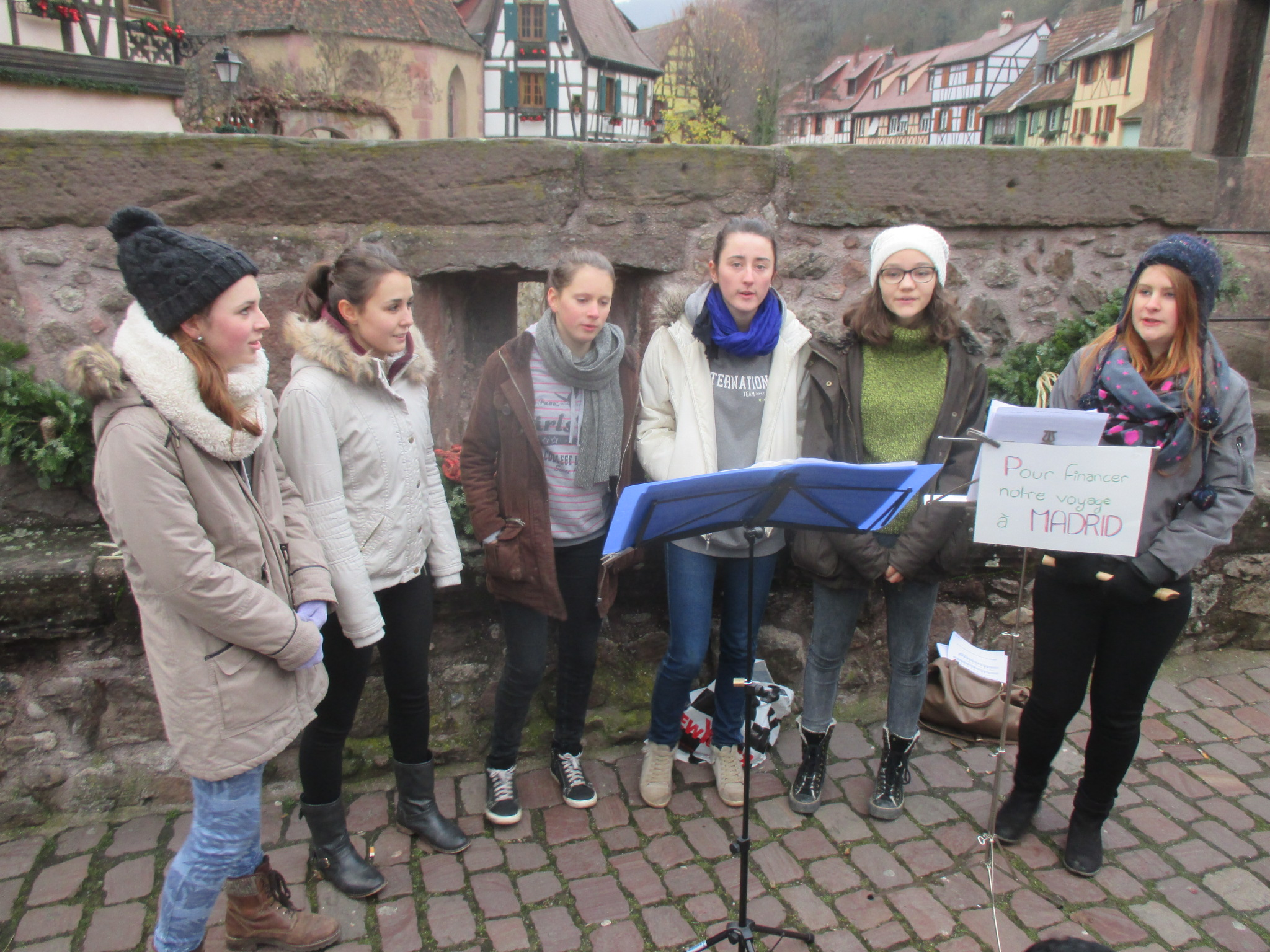
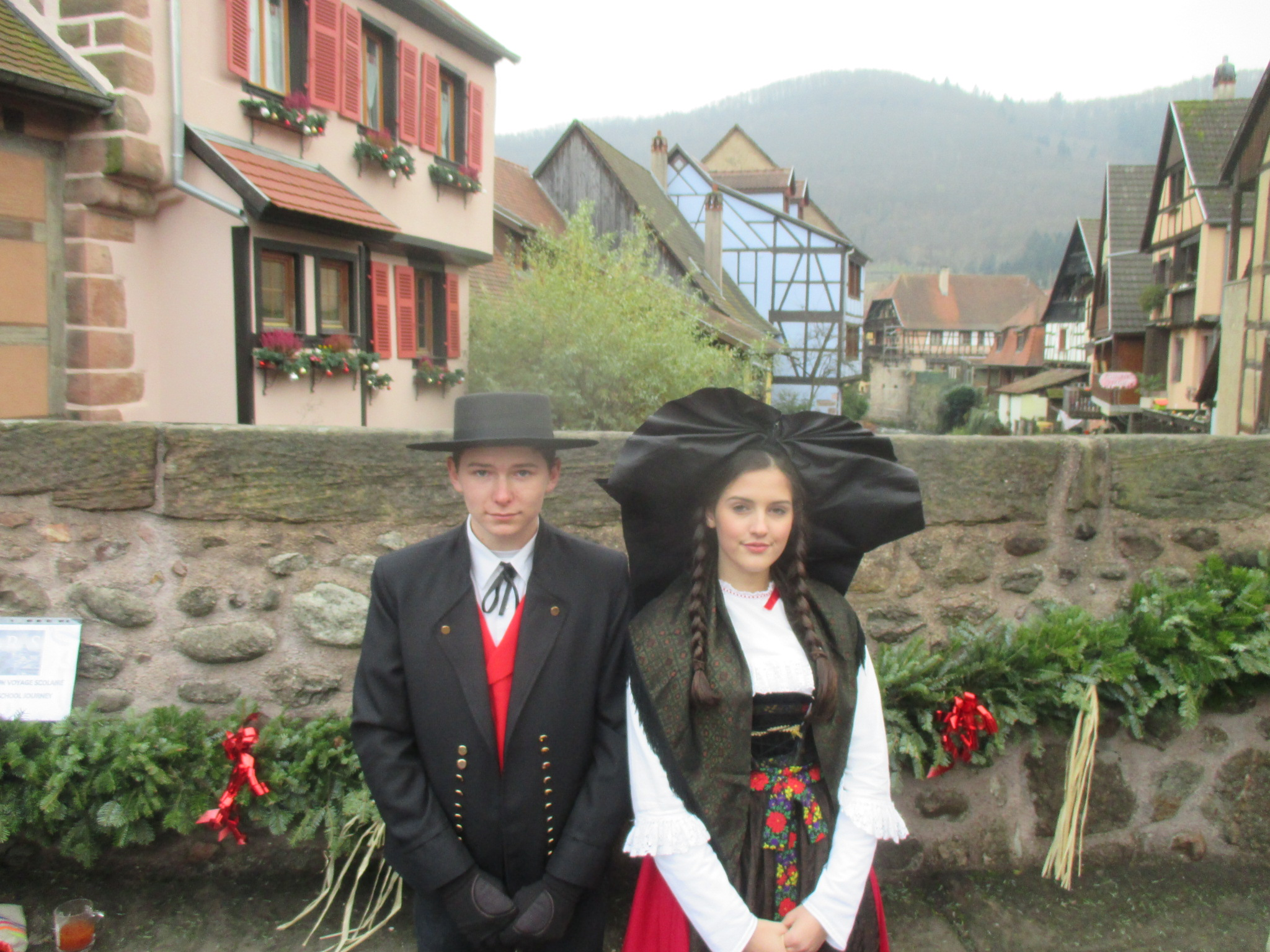

Цей різдвяний ярмарок відбувається в мальовничому ельзаському середньовічному місці імперського міста Кайзерсберг XVII століття. століття (Кайзерсберг ельзаською мовою означає гора імператора). Одне з найвизначніших туристичних сіл в Ельзасі, приблизно в 15 км від Кольмара, на Ельзаському винному шляху.

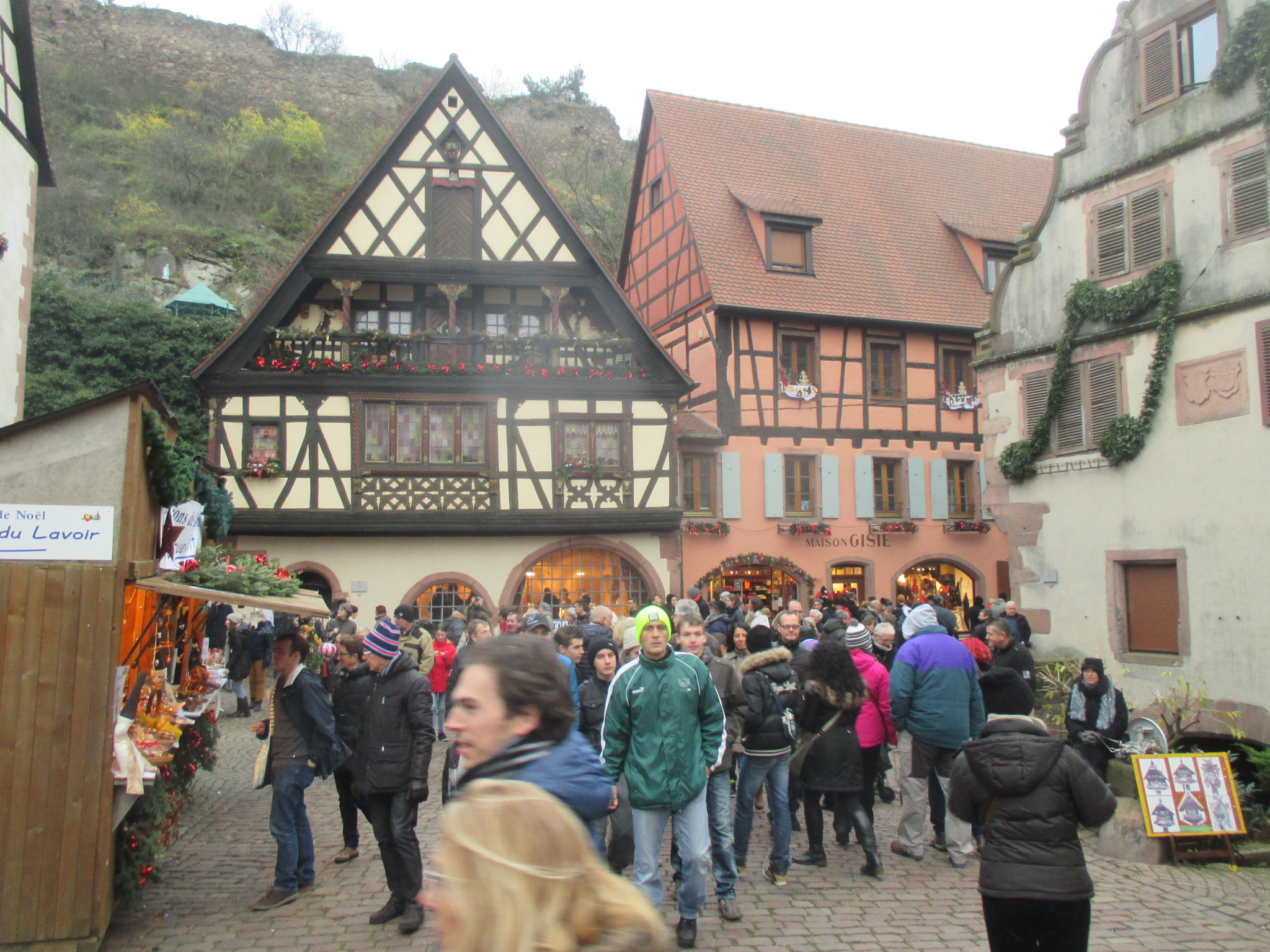
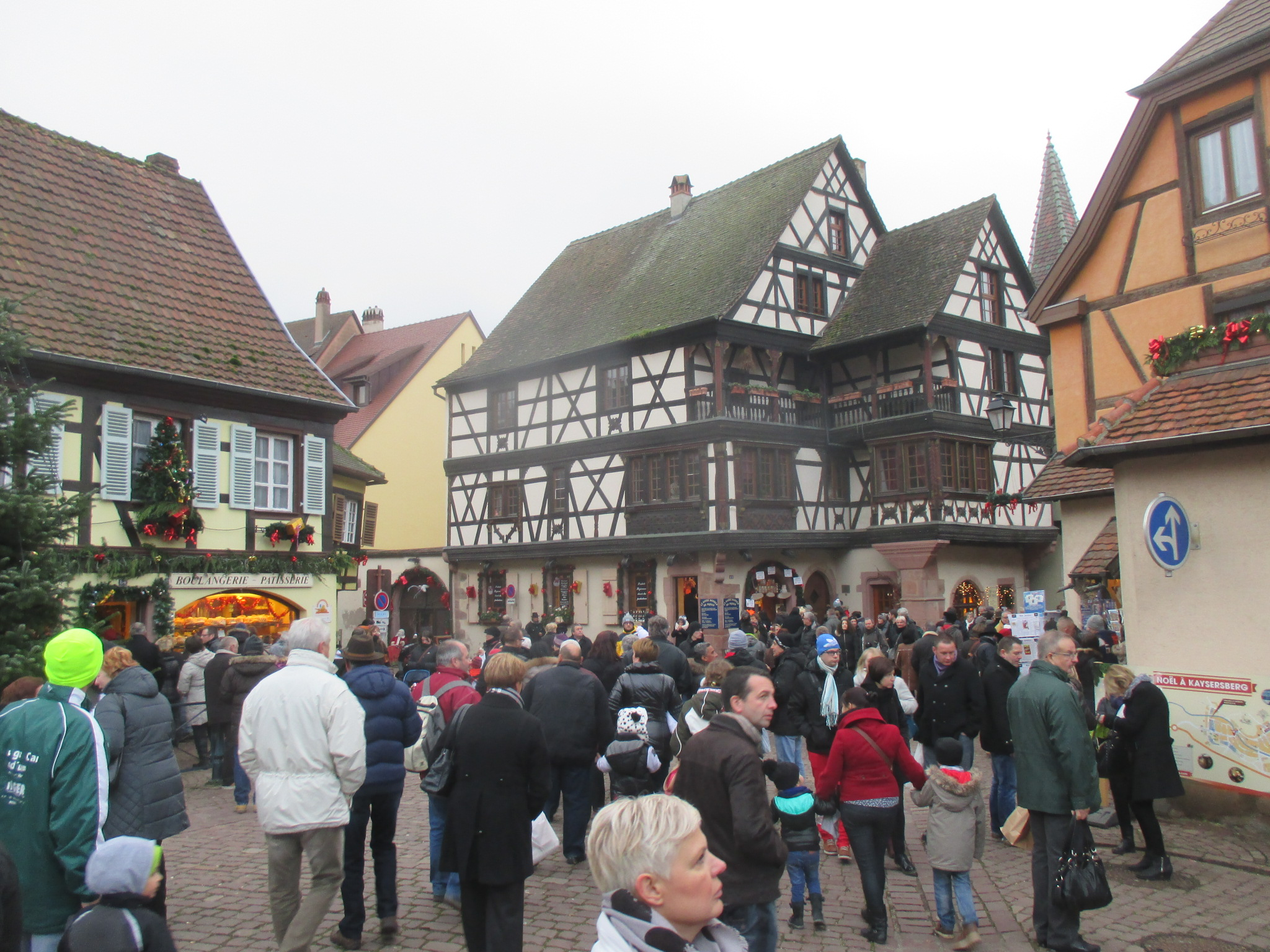
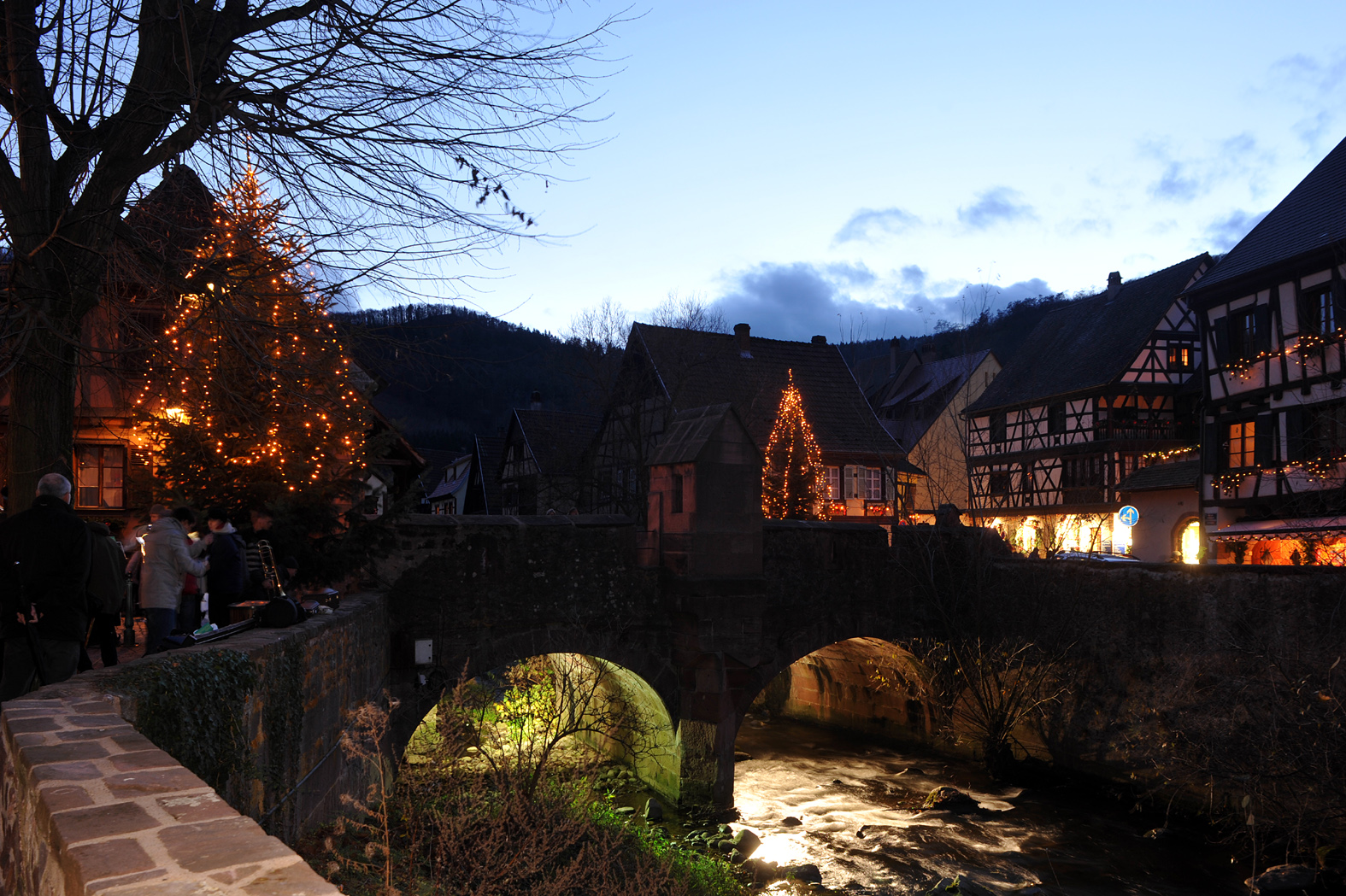

Центр села прикрашений та освітлений у дусі Різдва, і пропонує численним відвідувачам численні магазини, шале / кіоски з виробами декоративно-прикладного мистецтва, різдвяними прикрасами, виробами та ідеями різдвяних подарунків. 

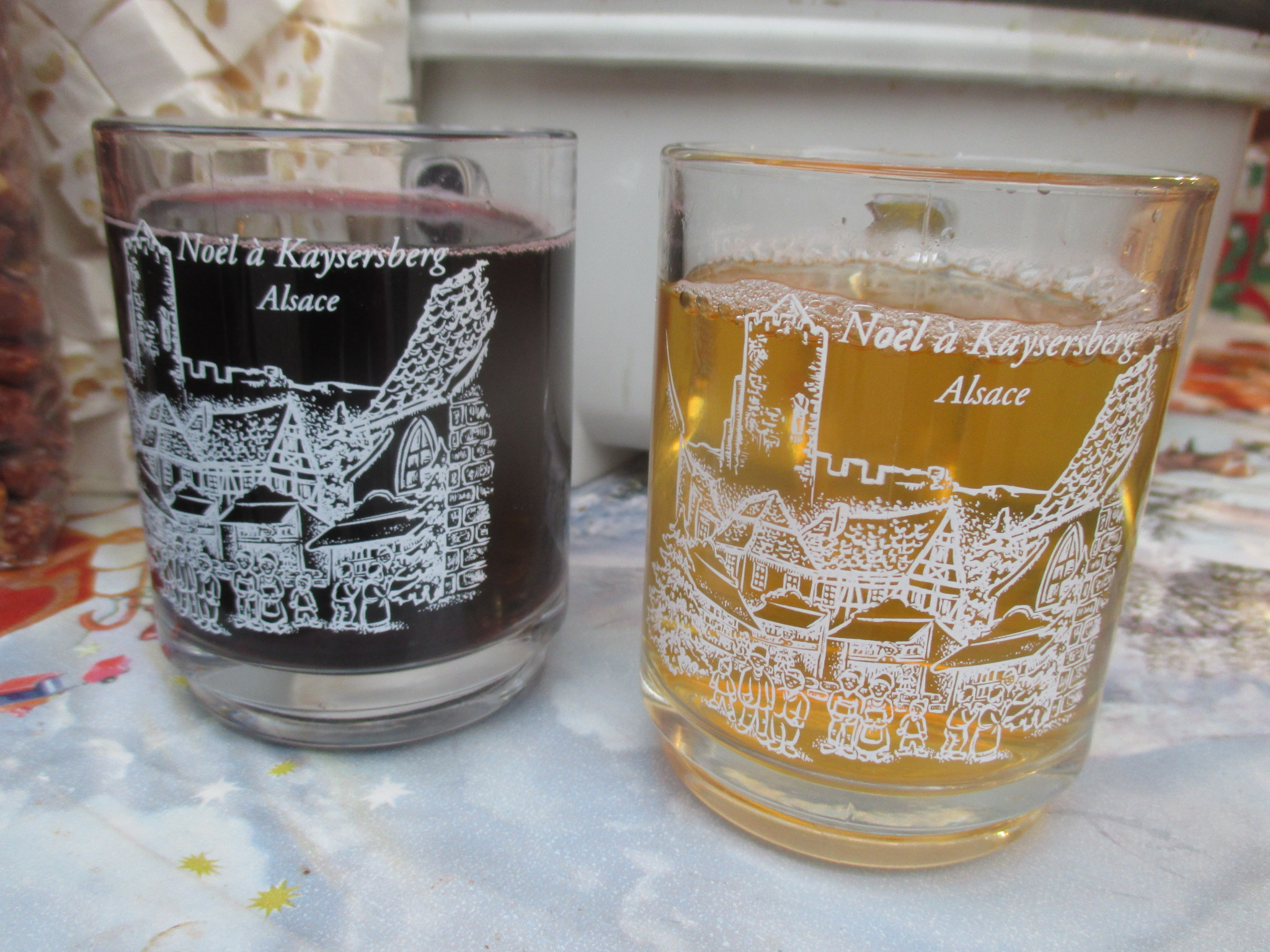
Глінтвейн
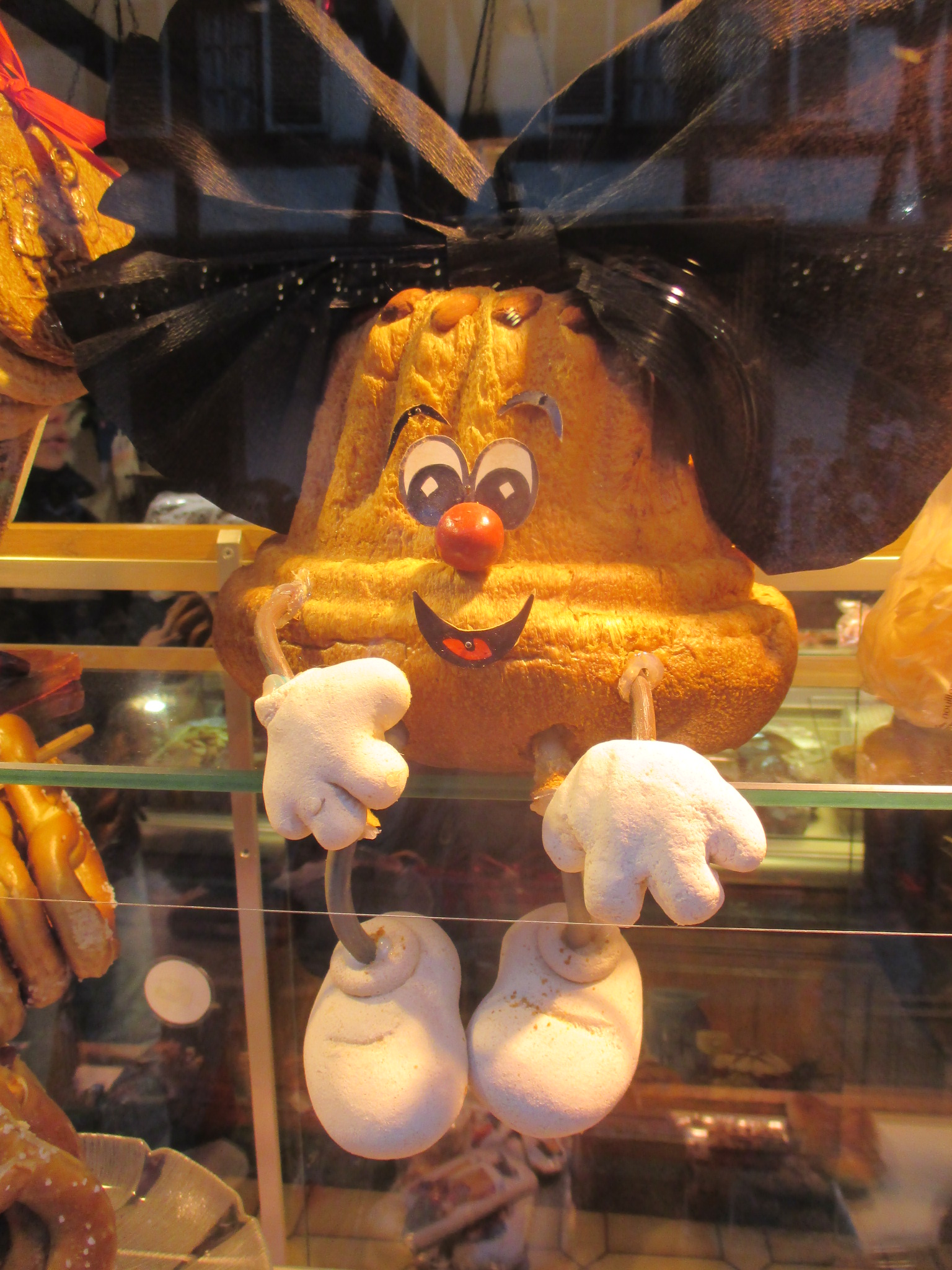
Бабка
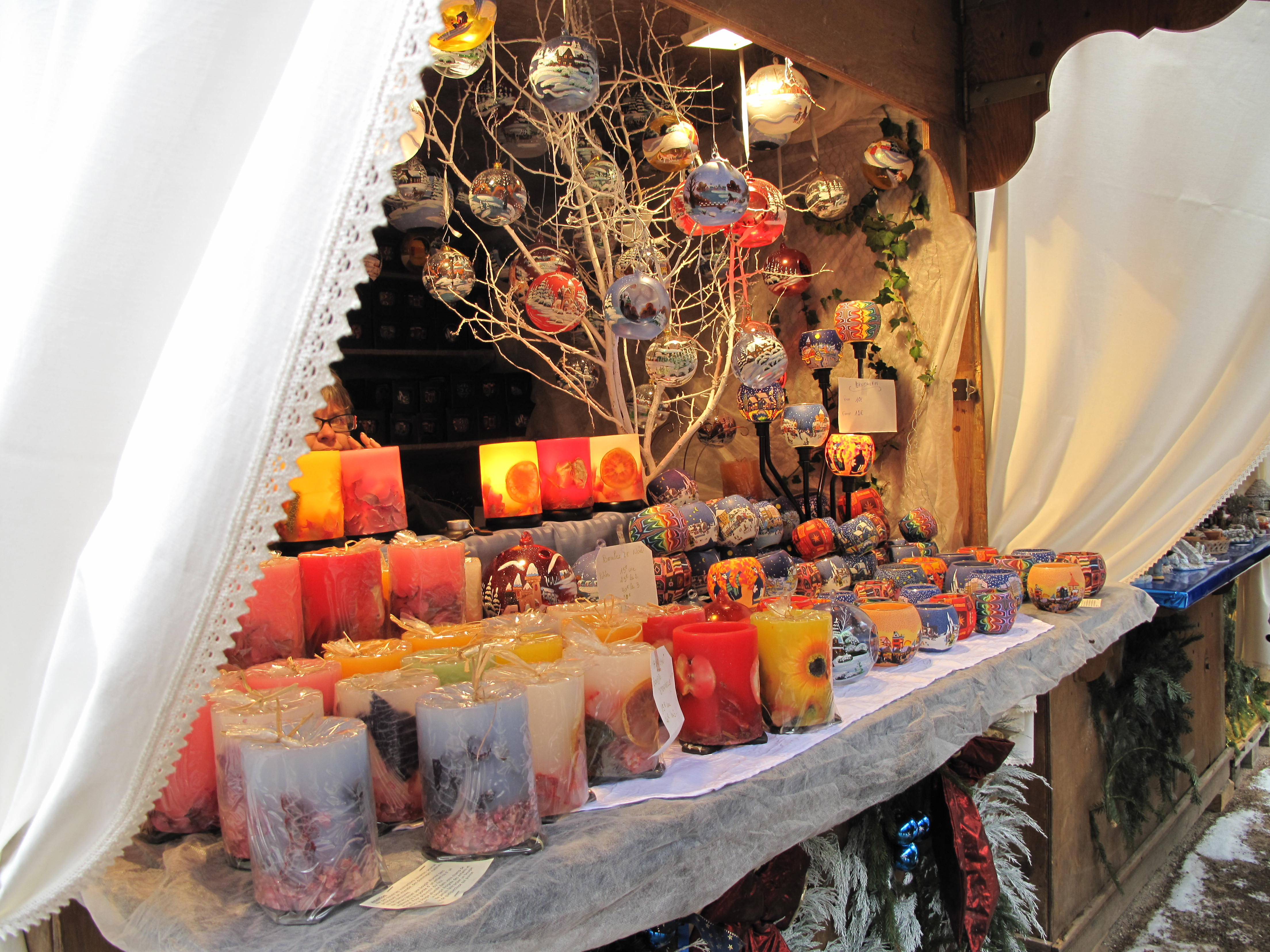
Свічки
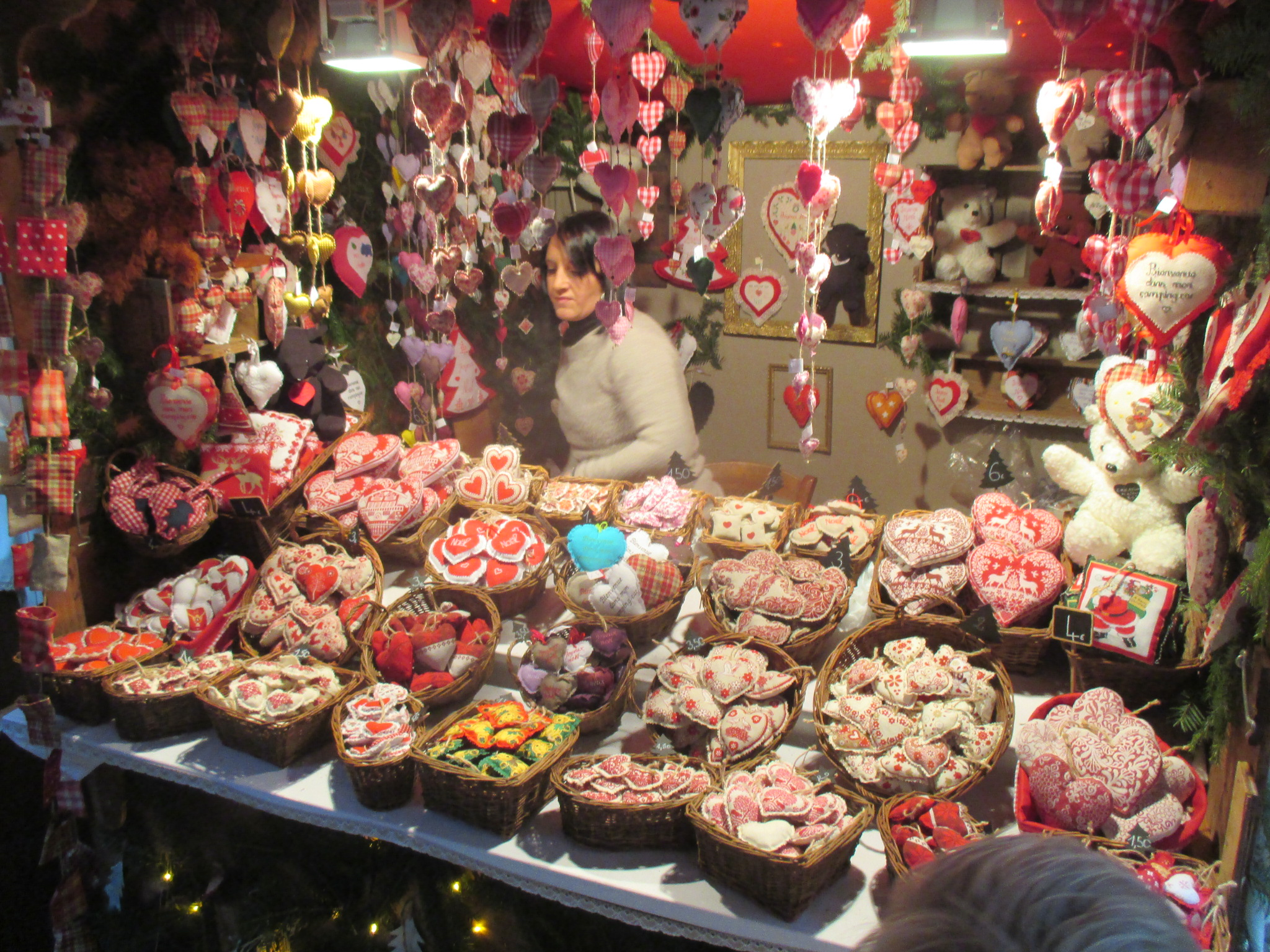
Різдвяний подарунок
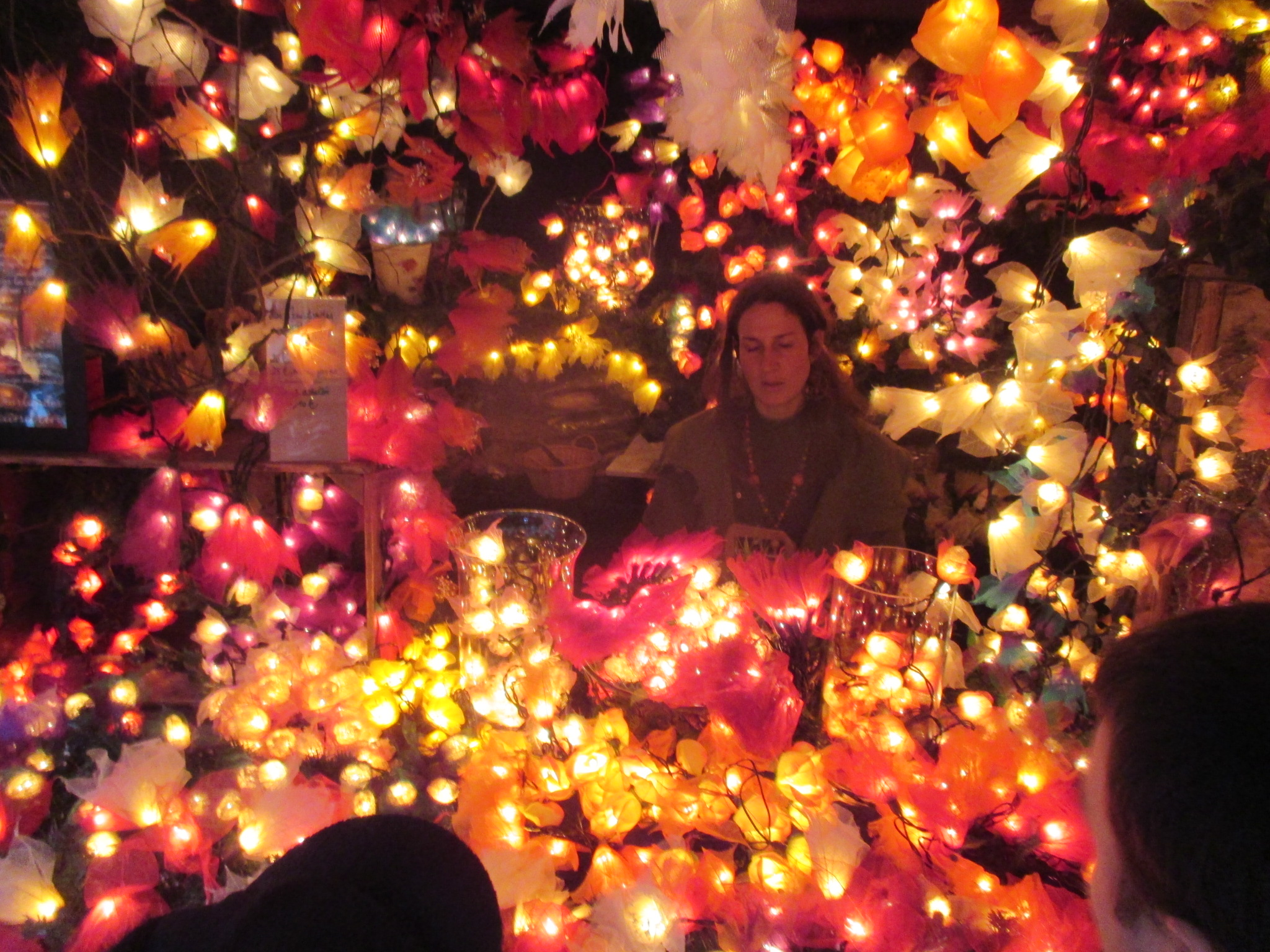
Різдвяні прикраси

Він також пропонує щось поїсти з численними ельзаськими ресторанами та магазинами місцевих виноробів, традиційними регіональними гастрономічними продуктами, кренделями, бределем, маннеле, beerawecka (фруктовим хлібом), сендвічами, глінтвейном, корицею, тістечками, пряниками, кондитерськими виробами, марципаном, цукати тощо.

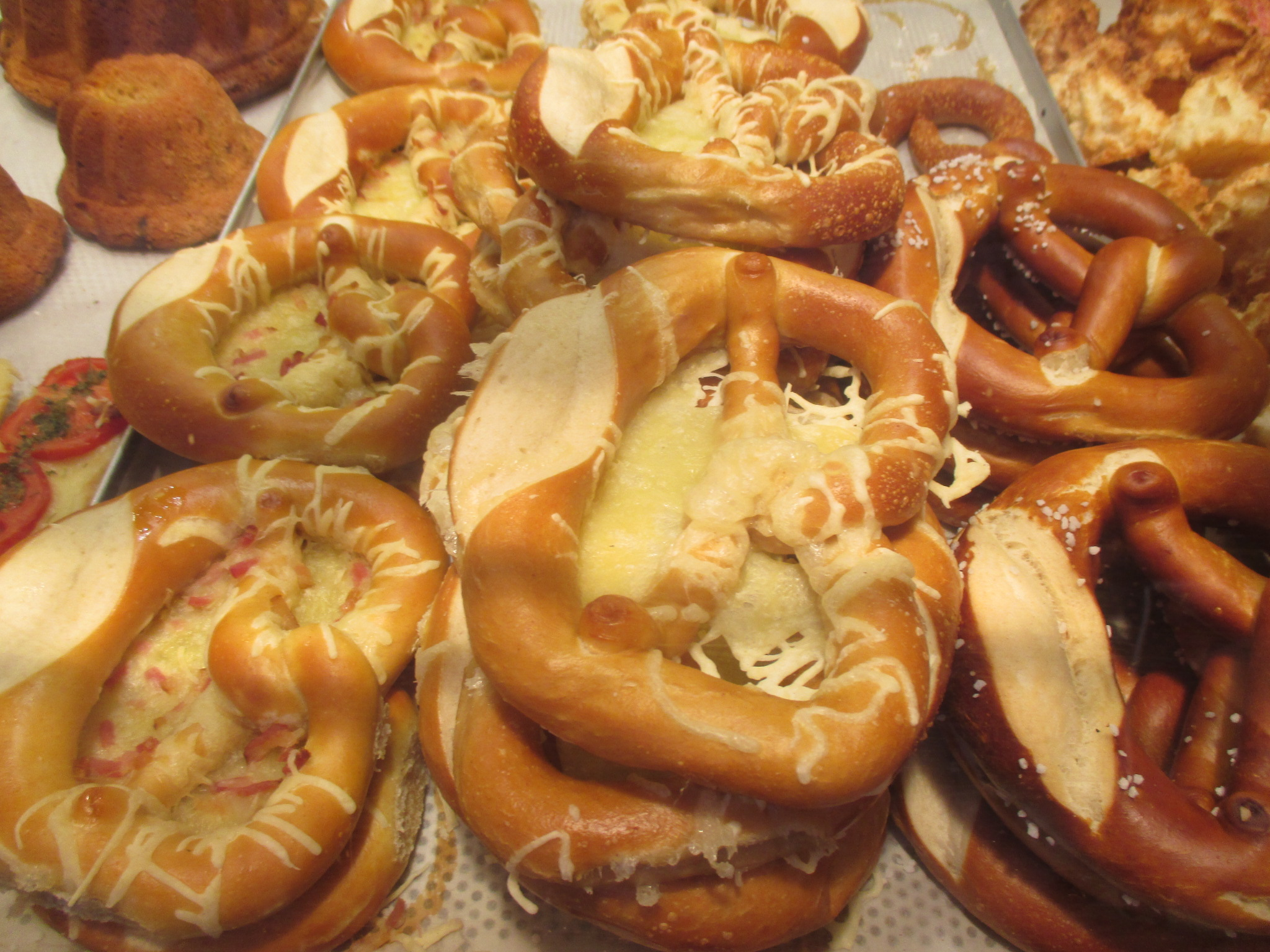
Брецель
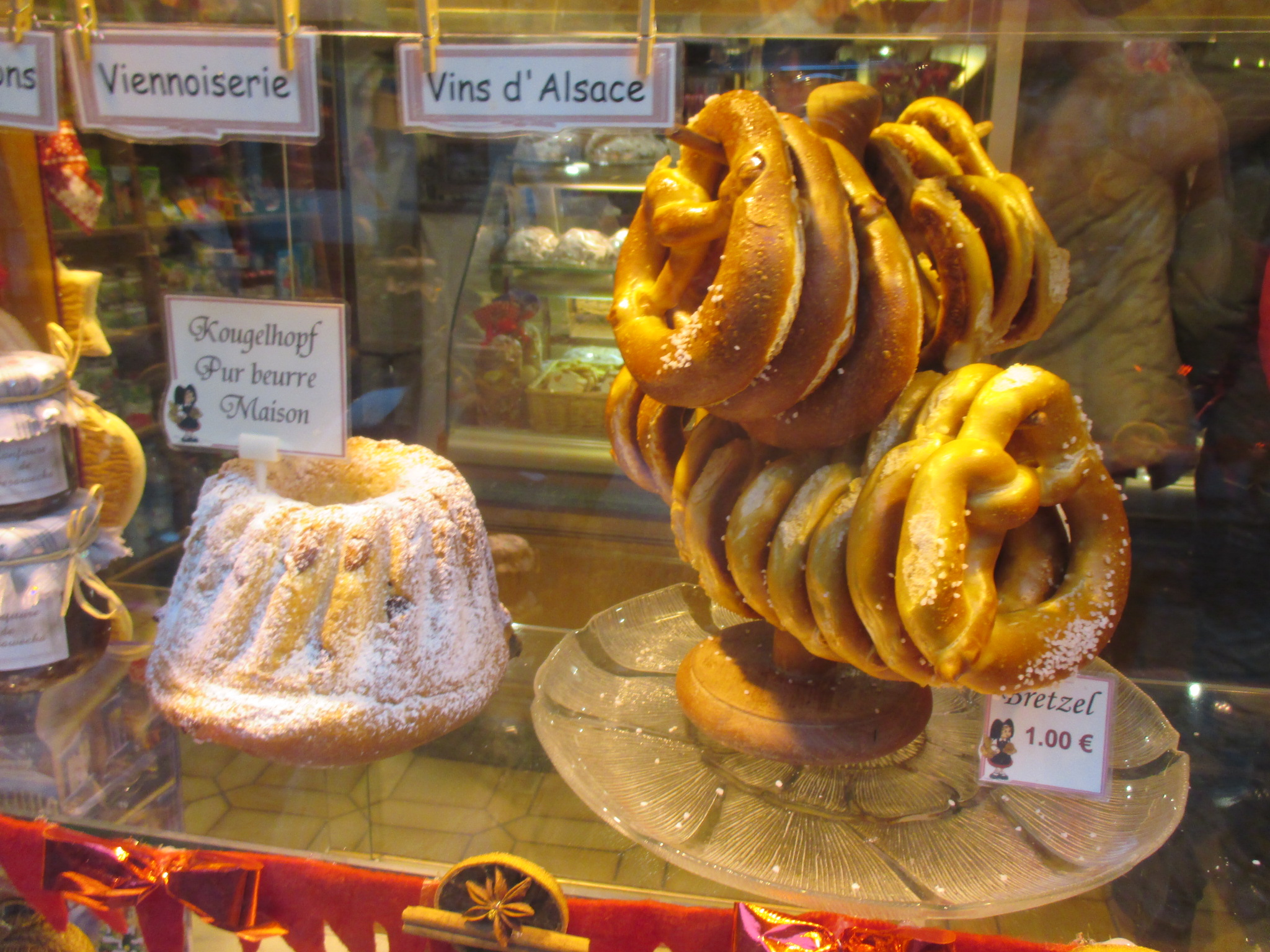
Бабка і Брецель
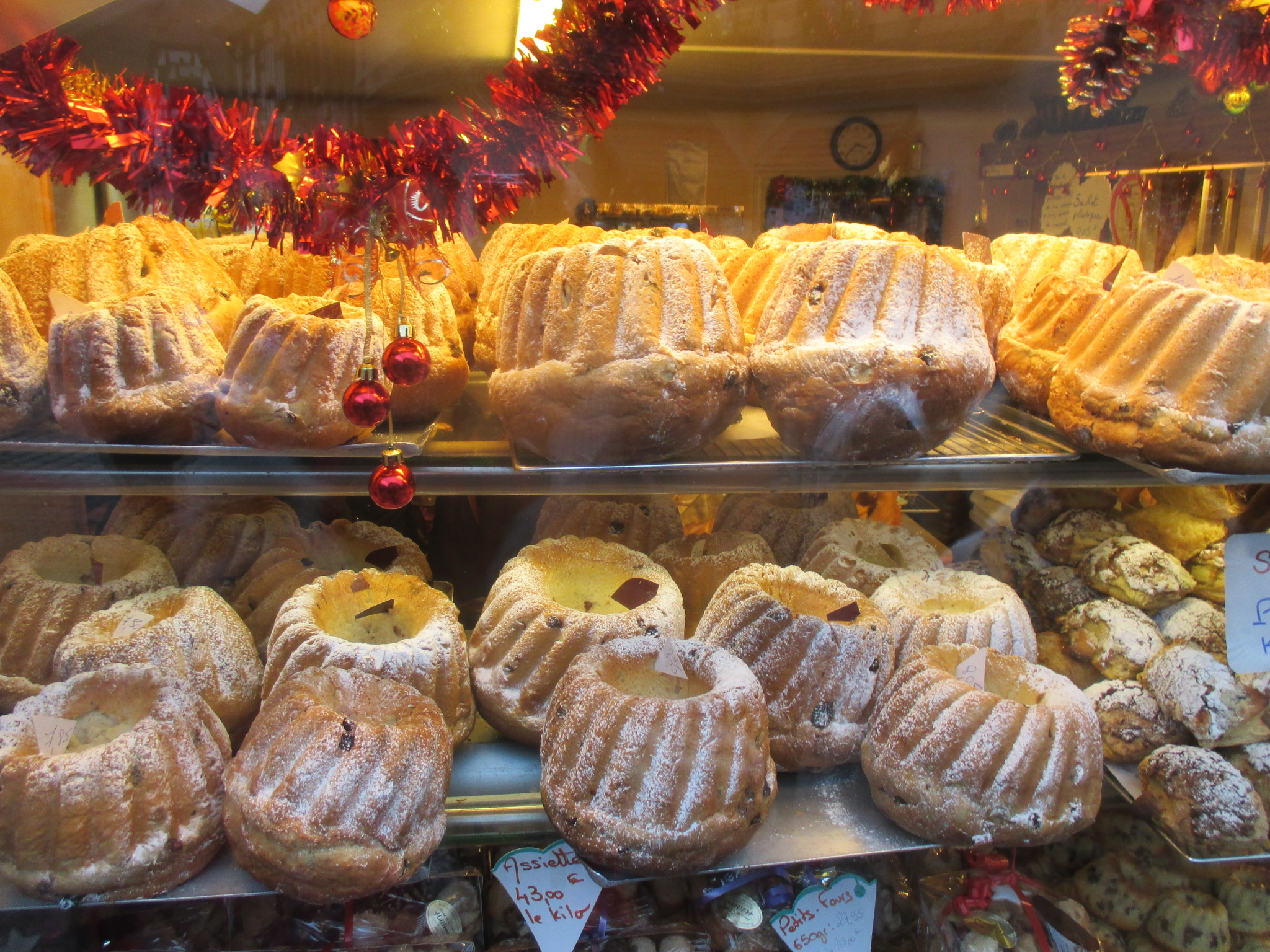
Бабка
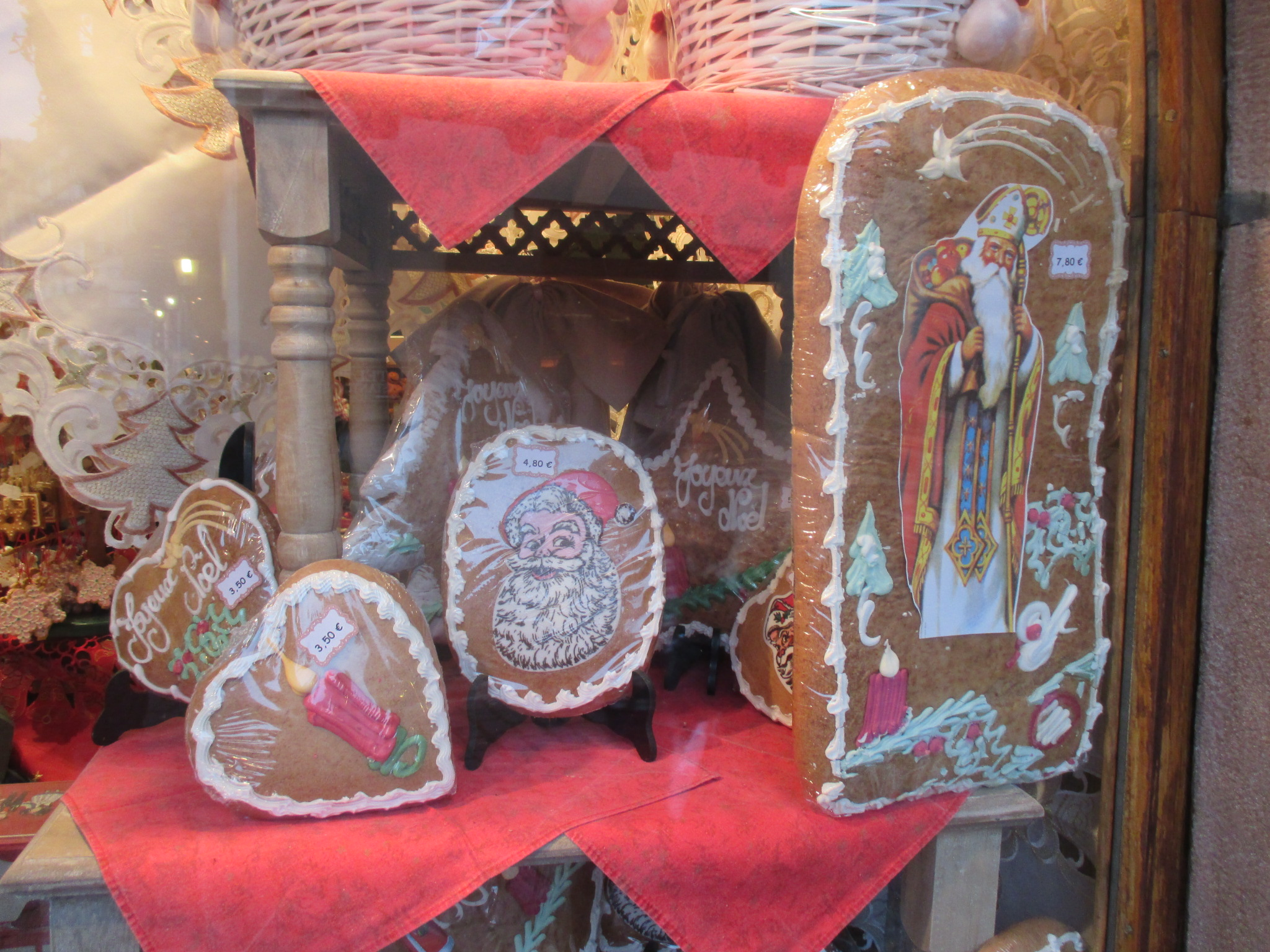
Пряник
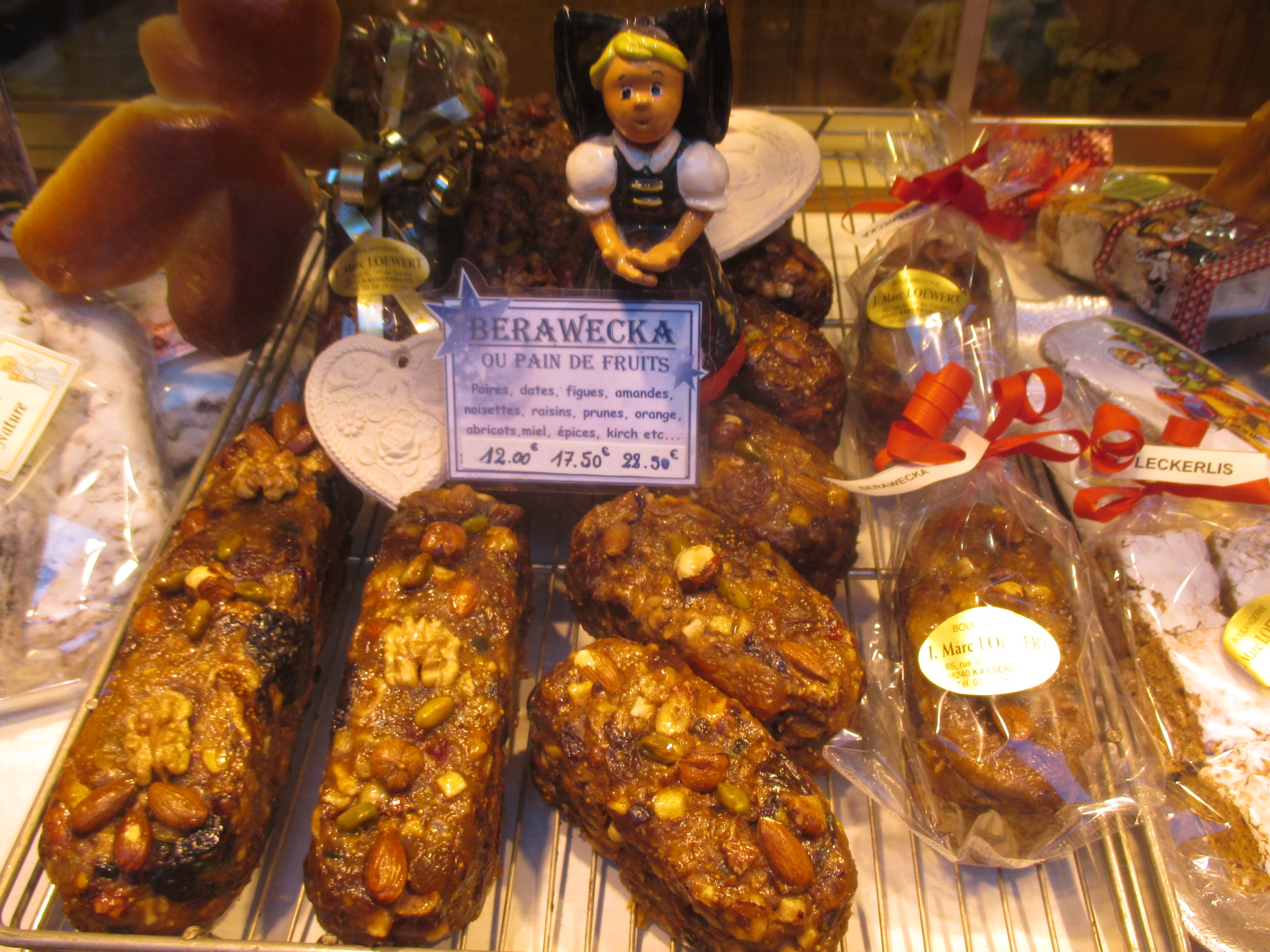
Beerawecka (фруктовий хліб)

### Схожі статті
- Гастрономія в Ельзасі — Виноградники Ельзасу
- Культура Ельзасу — Культура Німеччини
- Різдво — Різдвяний ярмарок — Святий Миколай (Свято) — Christkindelsmärik